# Tom Clancy's Ghost Recon: Desert Siege
Tom Clancy's Ghost Recon: Desert Siege è un'espansione del videogioco Tom Clancy's Ghost Recon sviluppata per sistemi Microsoft Windows e Mac OS.